# Р. Парттипан
Радхакришнан Парттипан (там. இராதாகிருஷ்ணன் பார்த்திபன்; род. 19 ноября 1957 года, Мадрас, Индия) — индийский актёр, режиссёр, продюсер и сценарист, занятый в основном в индустрии кино на тамильском языке. На его счету 10 режиссёрских работ, две из которых заработали Национальную кинопремию за лучший фильм на тамильском языке.

## Личная жизнь
Семья Парттипана родом из Андхра-Прадеш и языком для домашнего общения в ней является телугу.
Парттипан был женат на актрисе Сите, в браке с которой родились две дочери Абхиная и Киртана и был усыновлён мальчик Радхакришнан. После развода старшая дочь осталась с матерью, а младшая и сын — с отцом.
Киртана в детстве снялась в фильме Мани Ратнама «Поцелуй в щёчку», принесшим ей Национальную кинопремию,
а сейчас работает помощником режиссёра. Радхакришнан появился в качестве камео в музыкальном номере снятого Парттипаном фильма англ. Vithagan (2011).

## Карьера
Свою карьеру он начал как театральный актёр, но затем обратил свой взор к кинематографу и сыграл несколько эпизодических ролей в кино. Чтобы пробиться в ведущие актёры, Парттипан решил сначала стать помощником режиссёра и после нескольких попыток утроился к К. Бхагьяраджу. Их сотрудничество началось в 1985 году с фильма Chinna Veedu. Одновременно Парттипан работал артистом дубляжа.
Свой собственный фильм он смог снять только спустя три года, самостоятельно написав для него сценарий, однако ни один из ведущих актёров не соглашался на роль беспринципного бандита, и единственный продюсер, согласный финансировать проект, поставил условие, что Парттипан сам исполнит главную роль. Картина, получившая название Pudhea Paadhai, стала хитом сразу после выхода в прокат,
и принесла режиссёру Национальную кинопремию за лучший фильм на тамильском языке.
Второй раз аналогичную премию Парттипан получил в 1999 году как режиссёр и продюсер картины Housefull.
Помимо режиссуры он также исполнял главные роли в фильмах собственного производства и снятых другими кинематографистами. В итоге роль в фильме Bharathi Kannamma принесла ему Tamil Nadu State Film Awards за лучшую мужскую роль в 1998 году.
В 2014 году Парттипан воплотил в жизнь давнюю идею снять фильм без сюжета. Темой картины Kathai Thiraikathai Vasanam Iyakkam является кино, а название представляет собой перечень констант в индийских титрах «Сюжет, Сценарий, Диалоги, Режиссура». Главные роли исполнили новички, в то время как в качестве камео появилось множество звёзд тамильского кино: Арья, Амала Пол, Пракаш Радж, Виджай Сетупати, Тапси Панну и другие.
Фильм получил положительные отзывы, особо отмечающие блестящий сценарий, хорошо написанные диалоги, щедро сдобренные фирменной игрой слов, и уникальный стиль повествования.
Несмотря на успех киноленты, Парттипан столкнулся со сложностями в поиске продюсера для своего следующего, экспериментального фильма Koditta Idangalai Nirappuga, главную роль в котором сыграл Шантану Бхагьярадж, сын его гуру — режиссёра К. Бхагьяраджа. Картина готовится к выходу в 2017 году. В планах режиссёра снять фильм с Джаямом Рави и, в дальнейшей перспективе, ленту, ориентированную на героиню, с Дипикой Падуконе.
Парттипан также исполнил роль антагониста в фильме Вигнеша Шивана Naanum Rowdy Dhaan (2015), чем заработал многочисленные похвалы.
В августе 2016 года он получил Премию за выдающуюся режиссуру от Rocheston Accreditation Institute в Нью-Йорке.